# Harbachtalbahn
| Hans-Peter Bärtschi fotografierte die 764 207 am 18. Oktober 1983 in Hosman |                                                                                               |                                             |                                         |
| |                                                                                               |                                             |                                         |
| Kursbuchstrecke (CFR): | 41: Sibiu–Cornățel–Sighișoara (1957) 42: Cornățel–Vurpăr (1957) 204: Sibiu–Agnita (2000/2001) |                                             |                                         |
| Streckenlänge: | Sibiu–Sighișoara: 109 km; Cornățel–Vurpăr: 13 km                                              |                                             |                                         |
| Spurweite: | 760 mm (Bosnische Spur)                                                                       |                                             |                                         |
| |                                                                                               |                                             |                                         |
| \| \| \| von Vințu de Jos \| \| \| \| 109 \| Sibiu (Hermannstadt) \| Sibiu (Hermannstadt) \| \| \| \| Beginn Dreischienengleis 760/1435 mm \| \| \| \| 107 \| Atelier Zona \| Atelier Zona \| \| \| 106 \| Sibiu Triaj \| Sibiu Triaj \| \| \| \| Ende Dreischienengleis 760/1435 mm \| \| \| \| 104 \| Șelimbăr (Schellenberg) \| Șelimbăr (Schellenberg) \| \| \| \| Beginn Dreischienengleis 760/1435 mm \| \| \| \| \| Ende Dreischienengleis 760/1435 mm \| \| \| \| \| nach Cisnădie (1435 mm) \| \| \| \| \| Autostrada A1, Schmalspur hier unterbrochen \| \| \| \| 101 \| Mohu (Moichen) \| Mohu (Moichen) \| \| \| \| nach Avrig \| \| \| \| 98 \| Canton Bolovani \| Canton Bolovani \| \| \| 92 \| Cașolț (Kastenholz) \| Cașolț (Kastenholz) \| \| \| 860 \| Cornățel (Harbachsdorf) \| Cornățel (Harbachsdorf) \| \| \| \| \| \| \| \| 4 \| Roșia (Rothberg) \| Roșia (Rothberg) \| \| \| 13 \| Vurpăr (Burgberg) \| Vurpăr (Burgberg) \| \| \| 79 \| Hosman (Holzmengen) \| Hosman (Holzmengen) \| \| \| 76 \| Fofeldea (Hochfeld) \| Fofeldea (Hochfeld) \| \| \| 75 \| Țichindeal (Ziegenthal) \| Țichindeal (Ziegenthal) \| \| \| 72 \| Nocrich (Leschkirch) \| Nocrich (Leschkirch) \| \| \| 68 \| Alțâna (Alzen) \| Alțâna (Alzen) \| \| \| 63 \| Vecerd (Bußthard) \| Vecerd (Bußthard) \| \| \| 61 \| Benești (Bägendorf) \| Benești (Bägendorf) \| \| \| 54 \| Vărd (Werd) (zuletzt nicht bedient) \| Vărd (Werd) (zuletzt nicht bedient) \| \| \| 52 \| Coveș (Käbisch) (zuletzt nicht bedient) \| Coveș (Käbisch) (zuletzt nicht bedient) \| \| \| 51 \| Agnita (Agnetheln) (1969–2001) \| Agnita (Agnetheln) (1969–2001) \| \| \| \| ab hier abgebaut \| \| \| \| 48 \| Agnita Tîrg (Agnetheln Markt) \| Agnita Tîrg (Agnetheln Markt) \| \| \| 47 \| Agnita (1898–1969) \| Agnita (1898–1969) \| \| \| 43 \| Ruja (Roseln) \| Ruja (Roseln) \| \| \| 40 \| Stejărișu (Probstdorf) \| Stejărișu (Probstdorf) \| \| \| 37 \| Iacobeni (Jakobsdorf) \| Iacobeni (Jakobsdorf) \| \| \| 31 \| Netuș (Neithausen) \| Netuș (Neithausen) \| \| \| 27 \| Brădeni (Henndorf) \| Brădeni (Henndorf) \| \| \| \| Kreis Sibiu / Kreis Mureș \| \| \| \| 17 \| Apold (Trappold) \| Apold (Trappold) \| \| \| 10 \| Șaeș (Schaas) \| Șaeș (Schaas) \| \| \| 9 \| 3. sz. őrház (Canton 2) \| 3. sz. őrház (Canton 2) \| \| \| 5 \| Sighișoara (Schäßburg „Ziegelfabrik“) \| Sighișoara (Schäßburg „Ziegelfabrik“) \| \| \| 3 \| Sighișoara (Schäßburg „Institut“) \| Sighișoara (Schäßburg „Institut“) \| \| \| 2 \| Sighișoara Obor \| Sighișoara Obor \| \| \| 0 \| Sighișoara \| Sighișoara \| \| \| \| Übergang zur Bahnstrecke Teiuș–Brașov \| \| |                                                                                               |                                             |                                         |
| Strecke |                                                                                               | von Vințu de Jos                            | von Vințu de Jos                        |
| Kopfbahnhof Streckenanfang (Strecke außer Betrieb) · Bahnhof | 109                                                                                           | Sibiu (Hermannstadt)                        | Sibiu (Hermannstadt)                    |
| Verschwenkung nach links (Strecke außer Betrieb) · Verschwenkung nach rechts |                                                                                               | Beginn Dreischienengleis 760/1435 mm        | Beginn Dreischienengleis 760/1435 mm    |
| Haltepunkt / Haltestelle | 107                                                                                           | Atelier Zona                                | Atelier Zona                            |
| Haltepunkt / Haltestelle | 106                                                                                           | Sibiu Triaj                                 | Sibiu Triaj                             |
| Verschwenkung von links (Strecke außer Betrieb) · Verschwenkung von rechts |                                                                                               | Ende Dreischienengleis 760/1435 mm          | Ende Dreischienengleis 760/1435 mm      |
| Bahnhof (Strecke außer Betrieb) · Bahnhof | 104                                                                                           | Șelimbăr (Schellenberg)                     | Șelimbăr (Schellenberg)                 |
| Verschwenkung nach links (Strecke außer Betrieb) · Verschwenkung nach rechts |                                                                                               | Beginn Dreischienengleis 760/1435 mm        | Beginn Dreischienengleis 760/1435 mm    |
| Verschwenkung von links (Strecke außer Betrieb) · Verschwenkung von rechts |                                                                                               | Ende Dreischienengleis 760/1435 mm          | Ende Dreischienengleis 760/1435 mm      |
| Abzweig geradeaus und nach rechts (Strecke außer Betrieb) · Strecke |                                                                                               | nach Cisnădie (1435 mm)                     | nach Cisnădie (1435 mm)                 |
| |                                                                                               | Autostrada A1, Schmalspur hier unterbrochen |                                         |
| Bahnhof (Strecke außer Betrieb) · Bahnhof | 101                                                                                           | Mohu (Moichen)                              | Mohu (Moichen)                          |
| Kreuzung geradeaus unten (Strecke geradeaus außer Betrieb) · Strecke nach rechts |                                                                                               | nach Avrig                                  | nach Avrig                              |
| Haltepunkt / Haltestelle (Strecke außer Betrieb) | 98                                                                                            | Canton Bolovani                             | Canton Bolovani                         |
| Haltepunkt / Haltestelle (Strecke außer Betrieb) | 92                                                                                            | Cașolț (Kastenholz)                         | Cașolț (Kastenholz)                     |
| Kopfbahnhof Strecke bis hier außer Betrieb | 860                                                                                           | Cornățel (Harbachsdorf)                     | Cornățel (Harbachsdorf)                 |
| Abzweig geradeaus und ehemals nach links · Strecke von rechts (außer Betrieb) |                                                                                               |                                             |                                         |
| Strecke · Haltepunkt / Haltestelle (Strecke außer Betrieb) | 4                                                                                             | Roșia (Rothberg)                            | Roșia (Rothberg)                        |
| Strecke · Kopfbahnhof Streckenende (Strecke außer Betrieb) | 13                                                                                            | Vurpăr (Burgberg)                           | Vurpăr (Burgberg)                       |
| Haltepunkt / Haltestelle Strecke ab hier außer Betrieb | 79                                                                                            | Hosman (Holzmengen)                         | Hosman (Holzmengen)                     |
| Haltepunkt / Haltestelle (Strecke außer Betrieb) | 76                                                                                            | Fofeldea (Hochfeld)                         | Fofeldea (Hochfeld)                     |
| Haltepunkt / Haltestelle (Strecke außer Betrieb) | 75                                                                                            | Țichindeal (Ziegenthal)                     | Țichindeal (Ziegenthal)                 |
| Bahnhof (Strecke außer Betrieb) | 72                                                                                            | Nocrich (Leschkirch)                        | Nocrich (Leschkirch)                    |
| Haltepunkt / Haltestelle (Strecke außer Betrieb) | 68                                                                                            | Alțâna (Alzen)                              | Alțâna (Alzen)                          |
| Haltepunkt / Haltestelle (Strecke außer Betrieb) | 63                                                                                            | Vecerd (Bußthard)                           | Vecerd (Bußthard)                       |
| Haltepunkt / Haltestelle (Strecke außer Betrieb) | 61                                                                                            | Benești (Bägendorf)                         | Benești (Bägendorf)                     |
| Haltepunkt / Haltestelle (Strecke außer Betrieb) | 54                                                                                            | Vărd (Werd) (zuletzt nicht bedient)         | Vărd (Werd) (zuletzt nicht bedient)     |
| Haltepunkt / Haltestelle (Strecke außer Betrieb) | 52                                                                                            | Coveș (Käbisch) (zuletzt nicht bedient)     | Coveș (Käbisch) (zuletzt nicht bedient) |
| Bahnhof (Strecke außer Betrieb) | 51                                                                                            | Agnita (Agnetheln) (1969–2001)              | Agnita (Agnetheln) (1969–2001)          |
| |                                                                                               | ab hier abgebaut                            |                                         |
| Haltepunkt / Haltestelle (Strecke außer Betrieb) | 48                                                                                            | Agnita Tîrg (Agnetheln Markt)               | Agnita Tîrg (Agnetheln Markt)           |
| Bahnhof (Strecke außer Betrieb) | 47                                                                                            | Agnita (1898–1969)                          | Agnita (1898–1969)                      |
| Haltepunkt / Haltestelle (Strecke außer Betrieb) | 43                                                                                            | Ruja (Roseln)                               | Ruja (Roseln)                           |
| Haltepunkt / Haltestelle (Strecke außer Betrieb) | 40                                                                                            | Stejărișu (Probstdorf)                      | Stejărișu (Probstdorf)                  |
| Haltepunkt / Haltestelle (Strecke außer Betrieb) | 37                                                                                            | Iacobeni (Jakobsdorf)                       | Iacobeni (Jakobsdorf)                   |
| Haltepunkt / Haltestelle (Strecke außer Betrieb) | 31                                                                                            | Netuș (Neithausen)                          | Netuș (Neithausen)                      |
| Bahnhof (Strecke außer Betrieb) | 27                                                                                            | Brădeni (Henndorf)                          | Brădeni (Henndorf)                      |
| Grenze (Strecke außer Betrieb) |                                                                                               | Kreis Sibiu / Kreis Mureș                   | Kreis Sibiu / Kreis Mureș               |
| Bahnhof (Strecke außer Betrieb) | 17                                                                                            | Apold (Trappold)                            | Apold (Trappold)                        |
| Haltepunkt / Haltestelle (Strecke außer Betrieb) | 10                                                                                            | Șaeș (Schaas)                               | Șaeș (Schaas)                           |
| Haltepunkt / Haltestelle (Strecke außer Betrieb) | 9                                                                                             | 3. sz. őrház (Canton 2)                     | 3. sz. őrház (Canton 2)                 |
| Haltepunkt / Haltestelle (Strecke außer Betrieb) | 5                                                                                             | Sighișoara (Schäßburg „Ziegelfabrik“)       | Sighișoara (Schäßburg „Ziegelfabrik“)   |
| Haltepunkt / Haltestelle (Strecke außer Betrieb) | 3                                                                                             | Sighișoara (Schäßburg „Institut“)           | Sighișoara (Schäßburg „Institut“)       |
| Haltepunkt / Haltestelle (Strecke außer Betrieb) | 2                                                                                             | Sighișoara Obor                             | Sighișoara Obor                         |
| Kopfbahnhof Streckenende (Strecke außer Betrieb) | 0                                                                                             | Sighișoara                                  | Sighișoara                              |
| |                                                                                               | Übergang zur Bahnstrecke Teiuș–Brașov       |                                         |

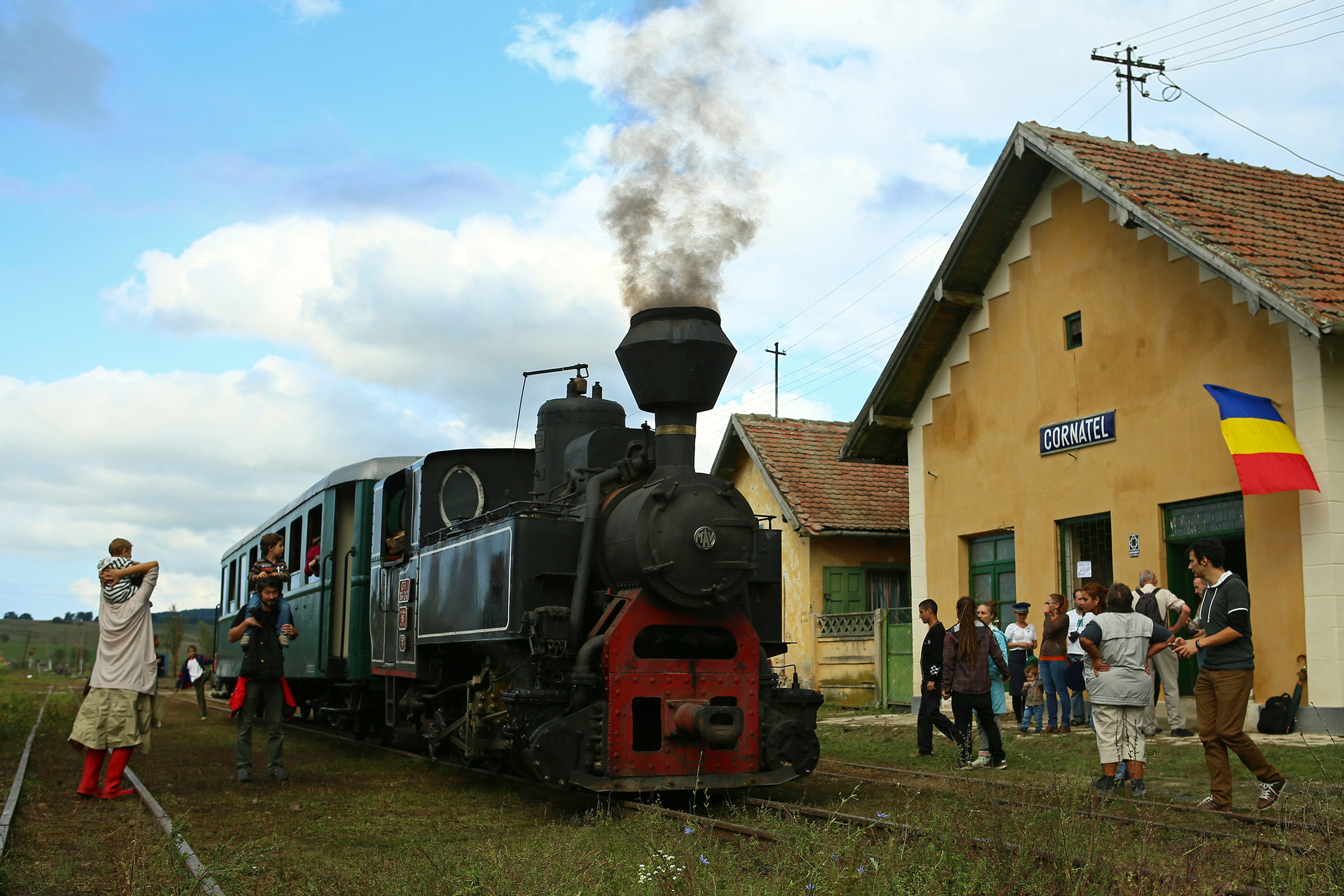
Sonderfahrt in Cornățel, September 2015

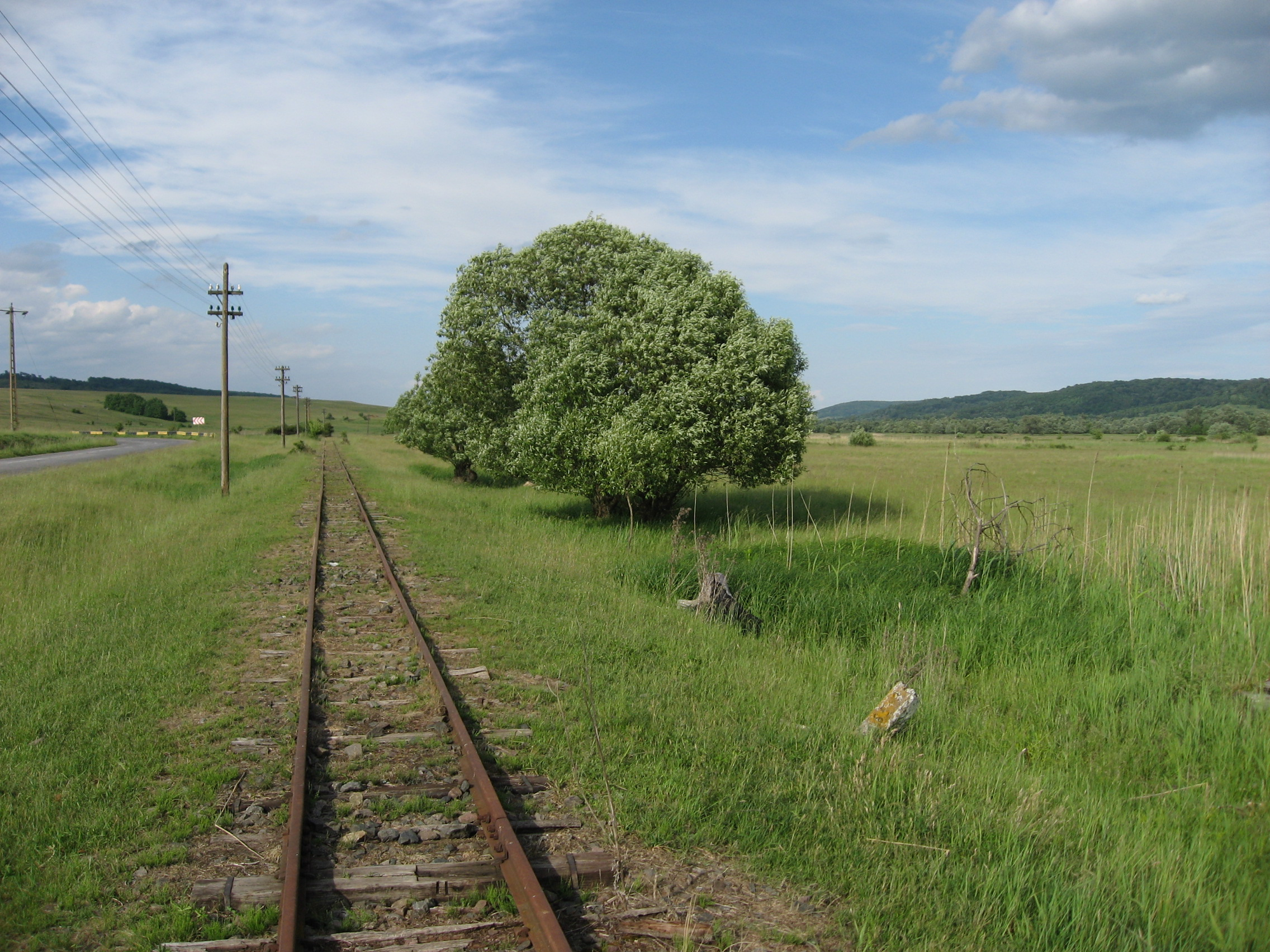
Brachliegendes Gleis zwischen Cornățel und Hosman, 2009

Die Harbachtalbahn, im Volksmund meist Wusch genannt, ist eine Schmalspurbahn im rumänischen Siebenbürgen. Die letzten Züge der rumänischen Staatsbahn Căile Ferate Române (C.F.R.) zwischen Hermannstadt (Sibiu) und Agnita (Agnetheln) verkehrten 2001. Der Förderverein „Asociația Prietenii Mocăniței“ bemüht sich um eine Reaktivierung und führt seit September 2015 Sonderfahrten auf einer Teilstrecke bei Cornățel (Harbachsdorf) durch. 2024 werden laut Vereinswebseite regelmäßig Fahrten auf der Strecke zwischen Cornățel (Harbachsdorf) und Hosman (Holzmengen) angeboten; in der Regel wird eine Diesellok benutzt und bei besonderen Anlässen Dampflokomotiven (siehe Abschnitt „Fahrbetrieb seit 2010“).
Das Netz mit einer Spurweite von 760 Millimetern, die sogenannte Bosnische Spurweite, umfasste in voller Ausdehnung einst folgende Abschnitte:
- Sighișoara (Schäßburg)–Agnita: Eröffnung am 16. November 1898,[4] Länge etwa 48 Kilometer.
- Sibiu–Cornățel–Agnita: Eröffnung am 26. September 1910,[5] etwa 61 Kilometer.
- Cornățel–Vurpăr (Burgberg): Eröffnung am 26. September 1910,[5] etwa 13 Kilometer.

Der Regelbetrieb auf diesen Strecken wurde von der C.F.R. ab 1965 eingestellt.

## Bezeichnung
Die Bezeichnung Wusch stammt von den deutschsprachigen Siebenbürger Sachsen, durch deren Siedlungsgebiet die Strecke verläuft. Sie wird auch in den Romanen des Siebenbürger Autors Eginald Schlattner unter diesem Namen mehrfach erwähnt. Weitere aus der Sprache der Siebenbürger Sachsen überlieferte Namen sind Wicka oder Kaffeemühle, wobei letzterer keine spezifische Bezeichnung für die hier behandelte Bahn ist, sondern auch bei anderen Strecken oder Fahrzeugen im deutschen Sprachraum vorkam.
Der Name Harbachtalbahn hingegen war in der Region früher nicht gebräuchlich und tauchte erstmals 2002 in Zusammenhang mit der geplanten Reaktivierung auf.
Der aufgrund des Bestrebens örtlicher Wald- und Großgrundbesitzer entstandene Abzweig nach Burgberg wurde auch Jägerstrecke (linia vânătorilor) genannt. Für den zunächst eröffneten Abschnitt Schäßburg–Agnetheln ist im Deutschen außerdem die Bezeichnung Schaaserbahn überliefert, da die Strecke südlich von Schäßburg durch das Schaaser Tal führte.
Im Rumänischen bezeichnet man Schmalspurbahnen oftmals mit dem Kosenamen mocănița.

## Streckenverlauf
Zwischen Hermannstadt und Schäßburg folgt die Strecke über einen langen Abschnitt dem Verlauf des Harbachtals (Valea Hârtibaciului) – von der Mündung des Harbachs in den Zibin bei Mohu (Moichen) bis nach Brădeni (Henndorf). Ab hier führt die ursprüngliche Trasse hinüber ins Schaaser Tal, um in Schäßburg das Tal der Târnava Mare (Großen Kokel) zu erreichen.
Südlich von Hermannstadt benutzten die Züge der Schmalspurbahn bis 2001 abschnittsweise die Bahnstrecke Sibiu–Avrig mittels Dreischienengleis. Auch die regelspurige Nebenbahn nach Cisnădie (Heltau) zweigte in diesem Bereich von der Hauptbahn ab.
In Agnetheln und Schäßburg gab es früher längere Ortsdurchfahrten, wo die Schmalspurbahn den öffentlichen Straßenraum mitbenutzte.
Die Kilometrierung beginnt in Schäßburg. Die früher im Kursbuch verwendeten Schreibweisen der Orte entsprechen nicht immer den heutigen rumänischen Ortsbezeichnungen, wie z. B. „Nochrich“ (statt Nocrich) bzw. „Vird“ (statt Vărd). Zuweilen wurden die Stationen damals auch noch angelehnt an die deutschen Ortsnamen bezeichnet, z. B. hieß der Bahnhof von Brădeni (Henndorf) im Kursbuch von 1957 noch „Hendorf“.

## Geschichte
Als die Harbachtalbahn gebaut wurden, gehörte Siebenbürgen zu Ungarn. Der erste Abschnitt zwischen Schäßburg und Agnetheln wurde von der Segesvár–Szentágotai Vasút (S.Sz.V.) errichtet, wobei der Name der Gesellschaft von der ungarischen Bezeichnung der verbundenen Orte abgeleitet ist. Der Bau begann Ende 1895, doch widrige Witterungsverhältnisse führten immer wieder zu Unterspülungen bereits fertiggestellter Abschnitte. Erst 1898 war die Strecke durchgängig betriebsbereit. Die feierliche Eröffnung fand am 16. November 1898 statt, Güterverkehr war bereits zuvor möglich. Der reguläre Personenverkehr zwischen Schäßburg und Agnetheln begann einen Tag später, am 17. November 1898. Anfangs standen drei von der Wiener Neustädter Lokomotivfabrik gebaute Schlepptenderlokomotiven (S.Sz.V. 1 bis 3, später 388 001 bis 003) zur Verfügung. Der erste Bahnhof von Agnetheln war damals am nordöstlichen Stadtrand errichtet worden, doch es war auch ein Gleis bis zum Marktplatz gelegt worden, so dass die Züge aus Schäßburg über den Bahnhof hinaus in die Stadtmitte fahren konnten.
Bis 1908 führte die S.Sz.V. den Betrieb eigenständig, bevor die ungarische Staatsbahn Magyar Államvasutak (MÁV) diesen übernahm. Im selben Zeitraum begann der Weiterbau in Richtung Hermannstadt.
Die „kommissionelle Begehung“ und die Jungfernfahrt auf der 61 Kilometer langen Verlängerung von Agnethler Marktplatz durch das Harbachtal nach Hermannstadt fanden am 26. September 1910 statt. Die Aufnahme des Regelbetriebs erfolgte einen Tag nach den Feierlichkeiten. Gleichzeitig ging die 13 Kilometer lange Zweigstrecke von Harbachsdorf nach Burgberg in Betrieb.
Für den Weiterbau nach Hermannstadt war zunächst eine eigenständige Gesellschaft gegründet worden. 1911 fusionierten beide Unternehmen zur neuen Hermannstadt-Schäßburger Vizinaleisenbahn-Aktiengesellschaft. Die MÁV führten fortan den Betrieb auf dem gesamten Schmalspurnetz.
Nach dem Ersten Weltkrieg musste Ungarn in Folge des Vertrags von Trianon Siebenbürgen an Rumänien abtreten. Die Betriebsführung ging daraufhin an die rumänische Staatsbahn über. Nach der kommunistischen Machtübernahme in Rumänien erfolgte 1948 auch die Verstaatlichung der Infrastruktur.
Im Jahr 1965 legte die C.F.R. den Abschnitt von Schäßburg nach Agnetheln still. Unklar ist, wann genau der letzte Reisezug auf dieser Strecke fuhr. Manche Quellen berichten, der Personenverkehr sei im Herbst 1964 eingestellt worden. Im rumänischen Kursbuch erschien der Abschnitt letztmals 1963/1964. Am Stadtrand Agnethelns entstand bis 1969 ein neuer Bahnhof für die Züge von und nach Hermannstadt. Die Stadtstrecke durch Agnetheln war letztmals am 10. April 1969 in Betrieb. Fortan betrug die Streckenlänge von Hermannstadt bis Agnetheln nur noch 58 Kilometer.
Im Jahr 1993 verlor die Stichstrecke nach Burgberg ihren planmäßigen Verkehr. Sie wurde jedoch nicht abgebaut, wuchs in den folgenden Jahren allerdings komplett zu. Auf der Strecke von Hermannstadt nach Agnetheln reduzierte die C.F.R. Ende der 1990er Jahre das Angebot auf nur noch ein Zugpaar täglich. Nachdem die Güterbeförderung im Sommer 1998 endete, wurden zuletzt nur noch Personen befördert. Mit dem Ausfall der letzten betriebsfähigen Lokomotive im September 2001 wurde der verbliebene Planverkehr eingestellt.
Der Abschnitt Schäßburg–Agnetheln wurde nach der Einstellung abgebaut. Die Abschnitte Hermannstadt–Harbachsdorf–Agnetheln (Sibiu–Cornățel–Agnita) und Harbachsdorf–Burgberg (Cornățel–Vurpăr) sind hingegen noch weitgehend erhalten. Beim Bau der 2010 eröffneten Autobahn um Hermannstadt wurde jedoch ein Brückenpfeiler auf der Trasse der Schmalspurbahn errichtet, so dass das Gleis hier unterbrochen ist.

### Eröffnungs- und Einstellungsdaten
| Abschnitt                                                                                  | Offizielle Eröffnung | Inbetriebnahme Güterverkehr | Inbetriebnahme Personenverkehr | Einstellung durch C.F.R.                   | Abbau         | Streckenlänge (in km, ca.) |
| ------------------------------------------------------------------------------------------ | -------------------- | --------------------------- | ------------------------------ | ------------------------------------------ | ------------- | -------------------------- |
| Schäßburg–Trappold Sighișoara–Apold                                                        | 16.11.1898           | 28.05.1898                  | 17.11.1898                     | Juni 1965; 1963/1964 letztmals im Kursbuch | anschließend  | 17                         |
| Trappold–Agnetheln–Agnetheln Markt Apold–Agnita–Agnita Tîrg                                | 16.11.1898           | 27.07.1898                  | 17.11.1898                     | Juni 1965; 1963/1964 letztmals im Kursbuch | anschließend  | 31                         |
| Agnetheln Markt–Harbachsdorf–Hermannstadt Agnita Tîrg–Cornățel–Sibiu                       | 26.09.1910           | 27.09.1910                  | 27.09.1910                     | siehe unten                                | siehe unten   | 61                         |
| Harbachsdorf–Burgberg Cornățel–Vurpăr                                                      | 26.09.1910           | 27.09.1910                  | 27.09.1910                     | Mai 1993                                   | kein Abbau    | 13                         |
| Agnetheln (alter Bahnhof)–Agnetheln (neuer Bahnhof) Agnita (gară veche)–Agnita (gară nouă) | siehe oben           | siehe oben                  | siehe oben                     | 10.04.1969                                 | Frühjahr 1969 | 4                          |
| Hermannstadt–Agnetheln Sibiu–Agnita                                                        | siehe oben           | siehe oben                  | siehe oben                     | 04.09.2001                                 | kein Abbau    | 58                         |

## Fahrzeuge

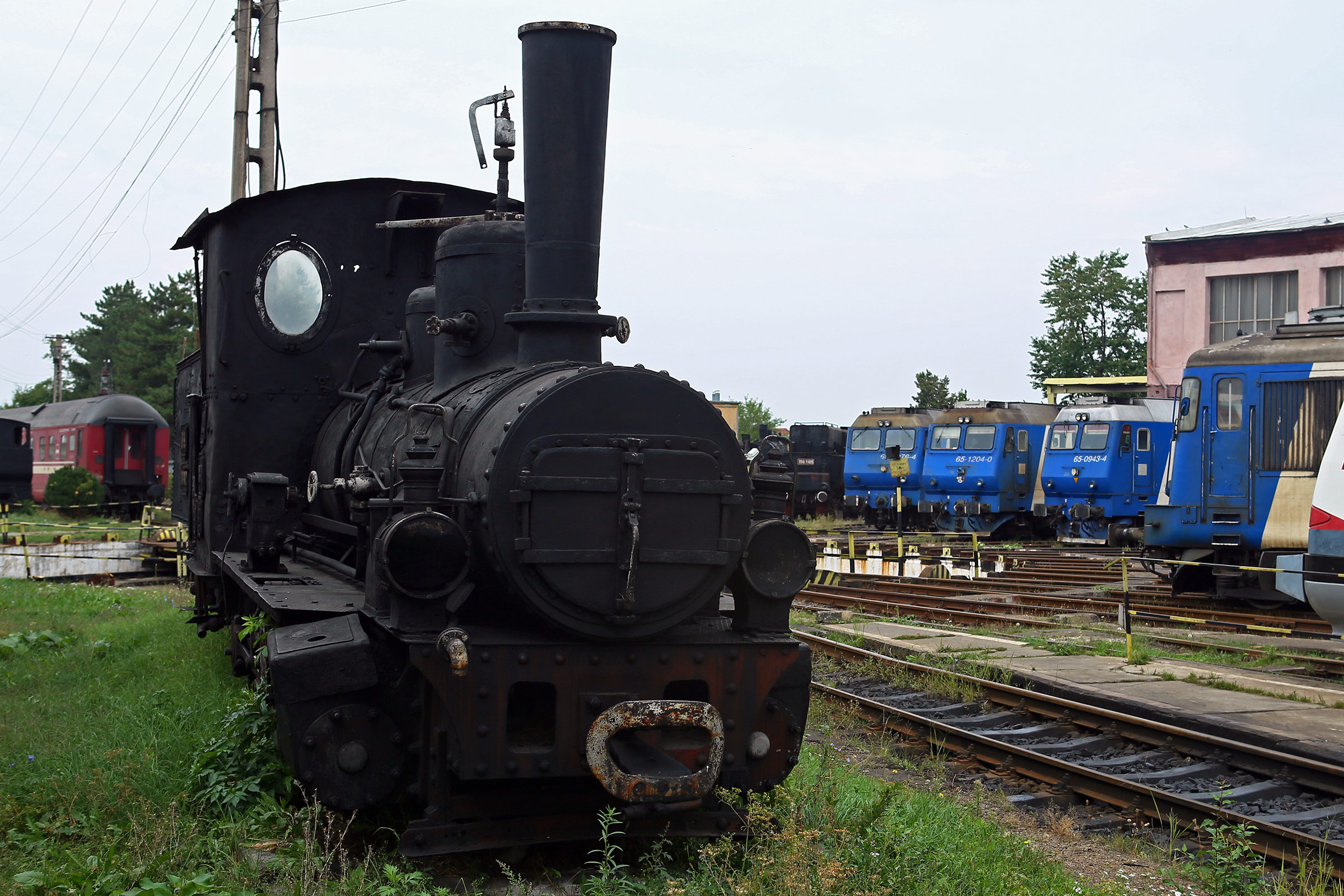
Die 1896 in Wiener Neustadt gebaute und später von der C.F.R. als 388 002 bezeichnete Dampflokomotive ist die einzige erhaltene Maschine aus der Erstausstattung der Schmalspurbahn. Heute befindet sie sich in desolatem Zustand in Hermannstadt. September 2015

Zunächst beförderten Dampflokomotiven (u. a. der Reihen 388 und 389) die Personen und Frachten auf der Harbachtalbahn. Ihre Nachfolge traten erste neuere dampflokomotiven wie etwa die CFR-Reihe 764.2 an. In den 1960er und 1970er Jahren folgten modernere Diesellokomotiven an (FAUR-Typ L45H, spätere Reihe 87 der C.F.R.). Dampflokomotiven kamen nur noch im Winter, um die Personenwagen zu heizen, und bei Sonderfahrten zum Einsatz. Die letzte Dampflokomotive aus der Erstausstattung, die C.F.R. 388 002, steht heute im Dampflokomotivmuseum Hermannstadt, nachdem sie zuvor am Dampfbad in Schäßburg als Denkmal ausgestellt war. Die 1995 vor dem Bahnhof von Schäßburg aufgestellte Dampflok C.F.R. 764 158 befindet sich seit August 2021 in Obhut der Asociația Prietenii Mocăniței, dem Verein, der sich um die Reaktivierung der Schmalspurbahn kümmert.

## Reaktivierung

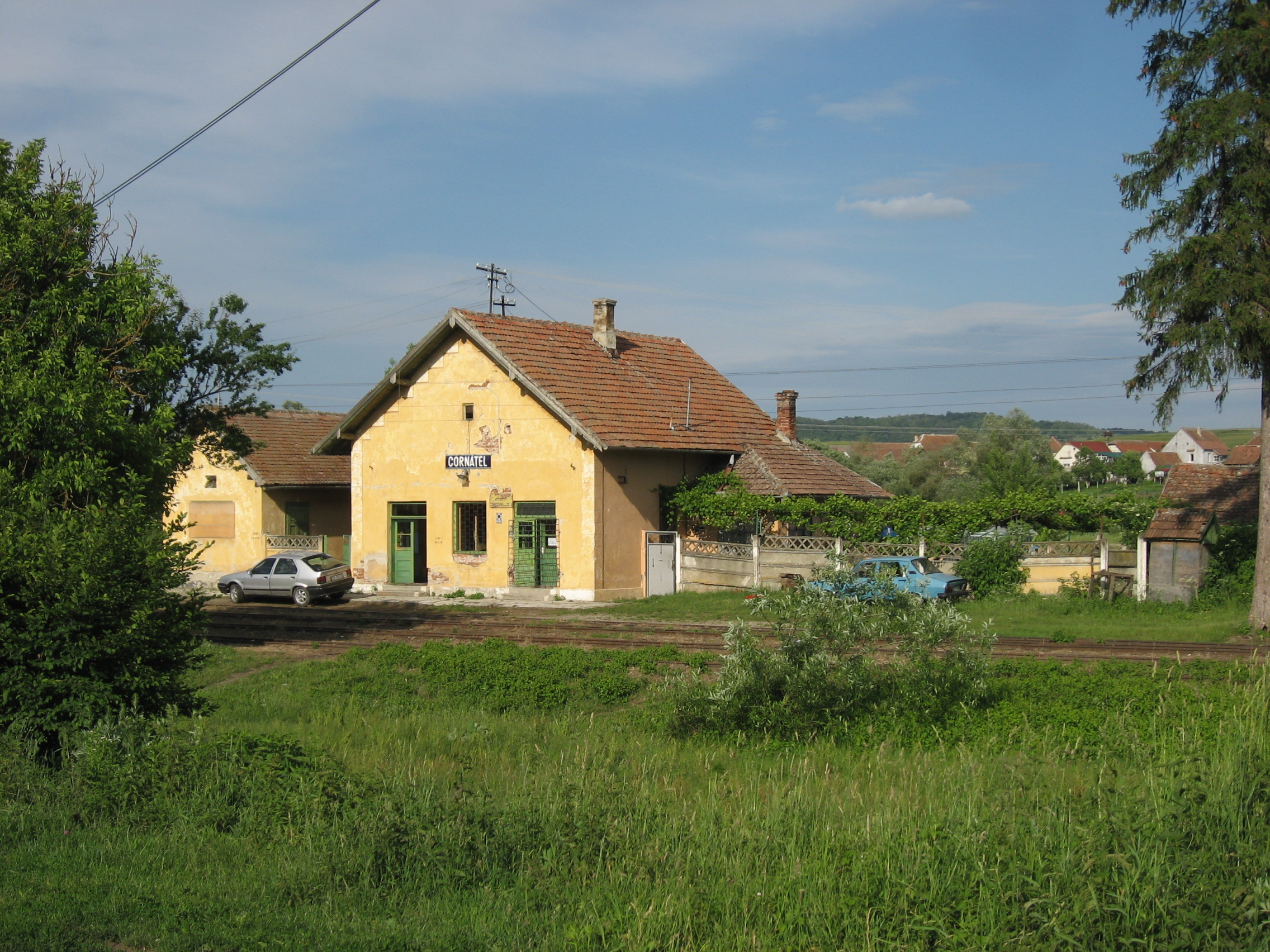
Das Bahnhofsgelände von Cornățel (Harbachsdorf), Juni 2009

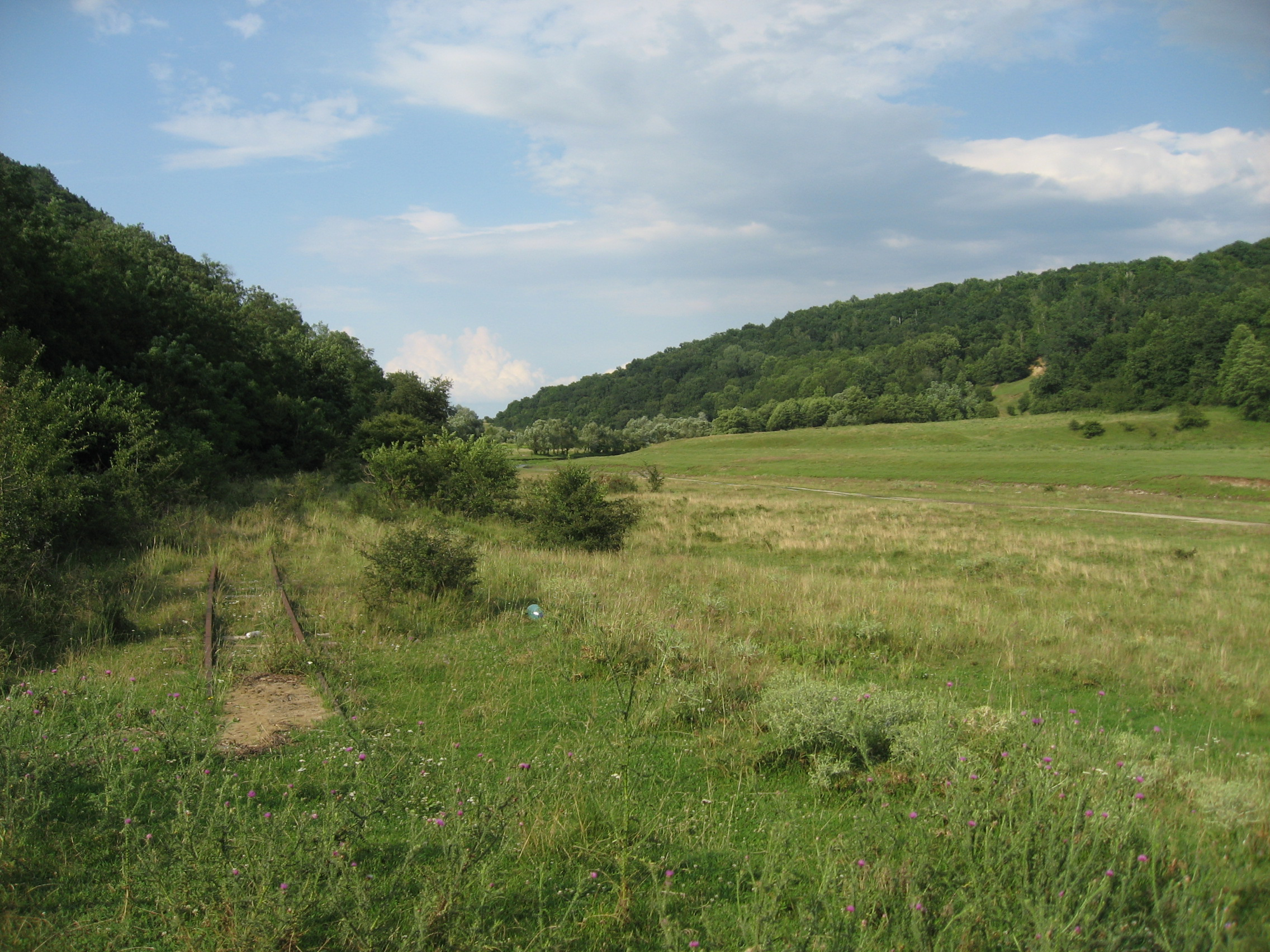
Überwucherte Gleise zwischen Mohu (Moichen) und Cașolț (Kastenholz), Juli 2011

Seit 2001 der Restverkehr zwischen Hermannstadt und Agnetheln eingestellt wurde, gab es immer wieder Bestrebungen, die Schmalspurbahn für den Tourismus zu reaktivieren. Auch die Wiederherrichtung der Strecke nach Schäßburg ist Teil derartiger Überlegungen.
Die Bahnanlagen wurden nach der Stilllegung zunächst von der C.F.R.-Tochter S.A.A.F. verwaltet, das Rollmaterial durch die für Touristisches zuständige C.F.R.-Tochter S.F.T. Der Hermannstädter Kreisrat bemühte sich mit einem bei der SFT und dem Verein Sibiu 2007 eingereichten Projekt um die Wiederaufnahme des Betriebes anlässlich der Veranstaltungen zur Europäischen Kulturhauptstadt 2007 in Hermannstadt.
In den Monaten Februar und März 2006 erarbeitete ein Ingenieurbüro aus Cluj-Napoca (Klausenburg) eine Machbarkeitsstudie im Auftrag des Mihai Eminescu Trust, um das Vorhaben einer breiten Öffentlichkeit bekannt zu machen.
Nachdem Anfang April 2006 von mehreren Interessenten einer Wiederinbetriebnahme der Strecke – u. a. Mihai Eminescu Trust, Verein Valea Hârtibaciului – die Einstufung der Strecke als Denkmal beantragt worden war, teilte die Hermannstädter Kreisdenkmalkommission am 12. Juni 2007 schließlich die positive Beantwortung dieses Ansuchens mit. Offiziell wurde dies mit der Veröffentlichung im Amtsblatt Monitorul Oficial vom 14. Januar 2008. Die Strecke ist somit komplett als Denkmal der Kategorie B klassifiziert.
Im Januar 2008 wurde die Gründung eines Zweckverbandes der an der Strecke liegenden Gemeinden in die Wege geleitet, vorerst bestehend aus der Stadt Agnita (Agnetheln), den Gemeinden Alțâna (Alzen), Nocrich (Leschkirch) und Roșia (Rothberg). Dieser schloss mit der SAAF im April 2008 einen mehrjährigen Konzessionsvertrag ab, um die Strecke in Stand setzen und wiederbeleben zu können. Sprecher des Zweckverbands ist der Hermannstädter Unternehmer Lucian Dumitra.
Im August 2008 wurde ein Großteil der in Hermannstadt verbliebenen Fahrzeuge verschrottet. Diese Aktion konnte vor der Zerstörung der historischen Dampflokomotiven gestoppt werden. Einige Fahrzeuge wurden später allerdings zum Schmalspurnetz von Târgu Mureș (Neumarkt) verbracht, darunter die Dampflokomotive 764 052.
Es konnten außerdem vier Personenwagen in der Region erhalten werden, sie wurden zunächst in Agnita hinterstellt. Einer davon wurde in den darauffolgenden Jahren durch den Verein Asociația Prietenii Mocăniței aufgearbeitet, war im September 2015 jedoch noch nicht einsatzbereit. Zwei der vier Wagen sollen mit EU-Fördermitteln, die der Verein im Sommer 2020 von der Organisation GAL Microregiunea Hârtibaciu bewilligt bekam, aufgearbeitet werden.
Die Asociația Prietenii Mocăniței treibt den Erhalt der Strecke weiter voran und konnte auf einigen Abschnitten bereits Sonderfahrten durchführen. Der Betrieb musste aufgrund administrativer Auflagen allerdings ab 2018 ruhen. 2020 konnten die formalen Hindernisse zwischen Verein und Verwaltung schließlich ausgeräumt und der Fahrbetrieb wieder aufgenommen werden. Zuvor angebotene Fahrten mit Fahrrad- und Motordraisinen gibt es seit Wiederaufnahme des Eisenbahnbetriebs zwischen Harbachsdorf und Holzmengen allerdings nicht mehr.
Unterstützung erfährt das Reaktivierungsprojekt auch aus dem Ausland, u. a. aus der Schweiz. Der Verein Ostgleis hat von der Waldenburgerbahn stammende Wagen der Asociația Prietenii Mocăniței für einen Regelverkehr zur Verfügung gestellt. Im Mai 2019 erreichten so drei Fahrzeuge Holzmengen.
Im Dezember 2021 konnte die Asociația Prietenii Mocăniței die Diesellok L12H-001 in Betrieb nehmen, deren Anschaffung überwiegend aus den in Vorjahr bewilligten EU-Fördermitteln finanziert wurde. Damit verfügt der Verein erstmals über eine eigene betriebsbereite Diesellok, die dauerhaft im Harbachtal stationiert ist. Ebenfalls im Jahr 2021 hat die Asociația Prietenii Mocăniței die zuvor über viele Jahre in Schäßburg vor dem Bahnhof aufgestellte Dampflok 764 158 übernommen und plant deren Wiederinbetriebnahme.

### Fahrbetrieb seit 2010
- Am 25./26. September 2010 führte der Verein erste Sonderfahrten auf etwa zwei Kilometer der Strecke von Agnetheln Richtung Hermannstadt bis in die Nähe des früheren Haltepunkts Käbisch (rum. Coveș) durch.[41] Zum Einsatz gelangte die von der C.F.I. Crișcior (S.C. Calea Ferata Ingusta SRL) geliehene Dampflokomotive 764-243.[2]
- Im August 2012 wurde ein Werbefilm mit Fahrzeugen im Stil der Frühzeit der Eisenbahnen (Puffing Billy) im Harbachtal gedreht.[42]
- Am 26./27. September 2015 wurden unter dem Motto Tage der Schmalspurbahn (Zilele Mocăniței) von Cornățel ausgehend Sonderfahrten in Richtung Hosman (Holzmengen) durchgeführt.[43] Dabei wurde eine ca. 3,2 km lange Strecke befahren.[44] Erneut kam die Dampflokomotive 764-243 zum Einsatz. Sie verkehrte mit einem aus Ungarn stammenden Personenwagen der MÁV-Gattung Bax.[2]
- Am 14./15. Mai 2016 wurden, wiederum von Harbachsdorf ausgehend, Sonderfahrten durchgeführt. Nun konnte eine ca. 4,2 km lange Strecke in Richtung Hosman, und somit ein etwa ein Kilometer längerer Abschnitt als im September 2015, befahren werden.[45] Die Dampflokomotive 764-243 verkehrte im Rahmen dieser Fahrten mit einem geschlossenen Personenwagen (Ca 04; ursprünglich aus Österreich) und einem offenen Aussichtswagen, die beide ebenfalls zur C.F.I. Crișcior gehören.
- Zwischen 24.–26. Juni 2016 wurden ab Harbachsdorf Sonderfahrten unter dem Motto Trenul CopilarIEI durchgeführt.
- Am 17./18. September 2016 fanden die zweiten Tage der Schmalspurbahn mit Sonderfahrten ausgehend von Harbachsdorf statt.
- Am 7. August 2017 fuhren anlässlich des Sachsentreffens, das zu diesem Zeitpunkt in Hermannstadt stattfand, Züge auf einem ca. 6 km langen Abschnitt von Harbachsdorf bis unterhalb des früheren Haltepunkts Holzmengen. Wieder kam 764-243 zum Einsatz.
- Am 16./17. September 2017 wurde die ca. 7 km lange Strecke zwischen Harbachsdorf und Holzmengen erstmals wieder vollständig befahren. Zum Einsatz kam 764-243 mit einem offenen, einem halboffenen sowie einem geschlossenen Personenwagen. Dank instandgesetzter Weichen konnte die Lokomotive an beiden Endpunkten umgesetzt werden.
- Am 12./13. Mai 2018 fuhr erneut 764-243 zwischen Harbachsdorf und Holzmengen, wobei zwei gedeckte und ein halboffener Personenwagen zum Einsatz gelangten.[46]
- Am 5./6. und 12./13. September 2020 verkehrte die in Reșița gebaute Dampflokomotive 764-431 der C.F.I. Crișcior  mit zwei österreichischen Personenwagen sowie einem offenen Sommerwagen zwischen Harbachsdorf und Holzmengen. Mit einer ebenfalls von der C.F.I. Crișcior geliehenen Deutz-Diesellokomotive wurden zudem vereinzelt weitere Fahrten an darauffolgenden Wochenenden angeboten. Ein Hygienekonzept mit Maskenpflicht im Zug sowie regelmäßigem Desinfizieren der eingesetzten Wagen ermöglichte die Sonderfahrten 2020 während der COVID-19-Pandemie.[37]
- Am 3. April 2021 wurde der Fahrbetrieb der Saison 2021 aufgenommen. Im Einsatz steht dabei die von C.F.I. Crișcior ausgeliehene Diesellok (Hersteller Deutz, Baujahr 1957), die bereits im vorherigen Herbst zur Wusch kam.[47] Erstmals seit 20 Jahren finden somit wieder dauerhaft reguläre Fahrten zwischen Harbachsdorf und Holzmengen statt.
- Am 11./12. September 2021 wurden als Tage der Schmalspurbahn (Zilele Mocăniței) wieder Dampflokfahrten zwischen Harbachsdorf und Holzmengen durchgeführt. Dabei war die 1957 in Reșița gebaute Dampflokomotive „Crișcior 5“ der C.F.I. zu Gast im Harbachtal.[48]
- Am 12. März 2022 startete der Fahrbetrieb der Saison 2022.[49] Zum Einsatz kommt nun die im Vorjahr beschaffte, vereinseigene Diesellok L12H-001.
- Am 10./11. September 2022 fanden als Tage der Schmalspurbahn (Zilele Mocăniței) abermals Dampflokeinsätze zwischen Harbachsdorf und Holzmengen statt. 2022 verkehrte die 1949 in Bukarest gebaute 764 159 der C.F.I. auf der Wusch, eine Schwesterlok der 764 158, welche der Asociația Prietenii Mocăniței gehört.[50]
- Als Höhepunkt der Sommersaison 2023 fanden am 9./10. September 2023 die Tage der Schmalspurbahn (Zilele Mocăniței) mit einer Gastdampflok aus England statt. Zwischen Harbachsdorf und Holzmengen verkehrte an diesem Wochenende die 1915 für die Chattenden and Upnor Railway im englischen Kent gebaute „CHEVALLIER“.[51]
- Wie im Vorjahr verkehrte anlässlich der Tage der Schmalspurbahn (Zilele Mocăniței) am  7./8. September 2024 die Gastdampflok „CHEVALLIER“ bei der Wusch.[52] Diese Lok kam außerdem Anfang Mai und im Juni 2024 zwischen Cornățel und Hosman zum Einsatz.
- Der Fahrplan der Harbachtalbahn für 2025 kann unter „Wann fährt die Wusch?“ eingesehen werden.[53]